# Zuidwestfaals voetbalkampioenschap 1928/29
In 1928/29 werd het zevende Zuidwestfaals voetbalkampioenschap gespeeld, dat georganiseerd werd door de West-Duitse voetbalbond. 
SuS Hüsten 09 werd kampioen en VfB Weidenau vicekampioen. Beide clubs plaatsten zich voor de West-Duitse eindronde. De vicekampioenen bekampten elkaar in knock-outfase en Weidenau verloor meteen van Schwarz-Weiß Essen. De acht kampioenen werden verdeeld over twee groepen van vier. Hüsten werd laatste in zijn groep.  

## 1. Bezirksklasse
| Plaats | Club                         | Wed. | W  | G | V  | Saldo | Ptn.  |
| ------ | ---------------------------- | ---- | -- | - | -- | ----- | ----- |
| 1.     | SuS Hüsten 09                | 14   | 11 | 1 | 2  | 65:21 | 23:5  |
| 2.     | VfB 07 Weidenau              | 14   | 11 | 1 | 2  | 51:28 | 23:5  |
| 3.     | TuRV 1872 Hagen              | 14   | 9  | 2 | 3  | 41:20 | 20:8  |
| 4.     | TuS Germania 1896 Mudersbach | 14   | 6  | 2 | 6  | 41:50 | 14:14 |
| 5.     | TuS Jahn 1874 Werdohl        | 14   | 6  | 1 | 7  | 37:30 | 13:15 |
| 6.     | Hagener SC 1905              | 14   | 3  | 3 | 8  | 17:35 | 9:19  |
| 7.     | SC Lichtenplatz              | 14   | 1  | 3 | 10 | 23:55 | 5:23  |
| 8.     | SpVgg Hagen 1911             | 14   | 2  | 1 | 11 | 11:47 | 5:23  |

|  | Play-off titel en geplaatst voor West-Duitse eindronde |

Play-off titel
|  |               |       |                 |  |
|  | SuS Hüsten 09 | 5 - 1 | VfB 07 Weidenau |  |
|  |               |       |                 |  |